# Arcilla marina

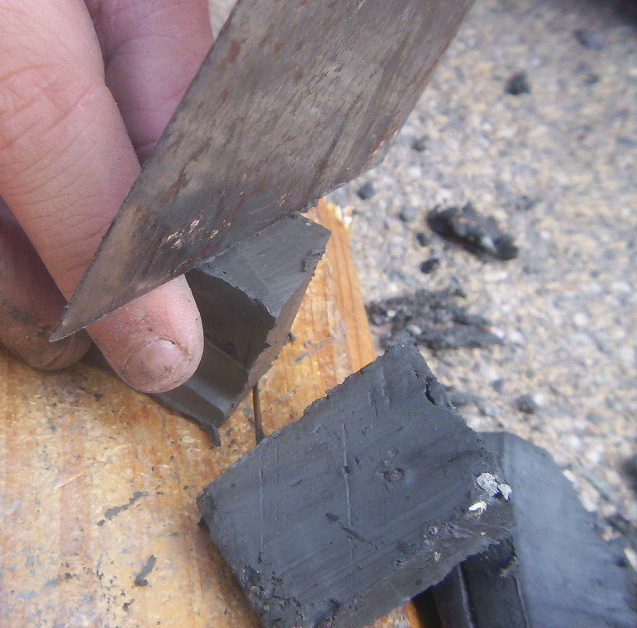
Proceso de corte de la arcilla marina.

Arcilla marina, es un término usado en geotecnia para referirse a un tipo de arcilla que se encuentra en las regiones costeras de todo el mundo. En las regiones sin glaciares del norte, a veces puede ser arcilla rápida, que es conocida por estar involucrada en deslizamientos de tierra.
La denominación arcilla marina se utiliza para una partícula de suelo con un tamaño específico, esto generalmente se asocia con la clasificación del USDA con arena en 0.05mm, limo en 0.05-002mm y arcilla en menos de 0.002mm de diámetro. Junto con el hecho de que este tamaño de partícula se depositó dentro de un sistema marino que involucró la erosión y el transporte de la arcilla al océano.
Las partículas del suelo se suspenden cuando están en una solución con agua, y la arena se ve afectada por la fuerza de la gravedad primero con el limo y la arcilla suspendidos todavía flotando en la solución. Esto también se conoce como turbidez, en la que las partículas flotantes del suelo crean un color marrón oscuro en una solución acuosa. Estas partículas de arcilla se trasladan luego a la llanura abisal en la que se depositan en altos porcentajes de arcilla. Un suelo solo se considera arcilla si tiene más del 55% de contenido total de arcilla. Esto se debe a la forma en que la arcilla reacciona a cosas como el agua, el calor y otros químicos.
Una vez que la arcilla se deposita en el fondo del océano, puede cambiar su estructura a través de un proceso conocido como floculación, proceso por el cual las partículas finas se agrupan o floculan. Estos pueden ser floculación de borde a borde o floculación de borde a cara. Relativo a las partículas de arcilla individuales que interactúan entre sí. Las arcillas también pueden agregarse o desplazarse en su estructura además de estar floculadas.

## Configuraciones de partículas
Las partículas de arcilla pueden autoensamblarse en varias configuraciones, cada una con propiedades totalmente diferentes.
Este cambio en la estructura de las partículas de arcilla se debe a un intercambio de cationes con la estructura básica de una partícula de arcilla. Esta estructura básica de la partícula de arcilla se conoce como tetraédrica de sílice o octaédrica de aluminio. Son la estructura básica de las partículas de arcilla que componen de un catión, por lo general de sílice o aluminio rodeados por hidróxido de aniones, estas partículas se forman en hojas formando lo que conocemos como partículas de arcilla y tienen propiedades muy específicas a las mismas, incluyendo micro porosidad que es la capacidad de la arcilla para retener el agua contra la fuerza de la gravedad, contraer la capacidad de hinchamiento y la capacidad de absorción.
Cuando la arcilla se deposita en el océano, la presencia de iones en exceso en el agua de mar hace que se forme una estructura abierta y suelta de las partículas de arcilla, un proceso conocido como floculación. Una vez varado y secado por los antiguos niveles cambiantes del océano, este marco abierto significa que tal arcilla está abierta a la infiltración de agua. La construcción en arcillas marinas presenta, por tanto, un desafío de ingeniería geotécnica.
Cuando la arcilla se superpone a la turba, se indica un movimiento lateral de la costa y muestra un aumento en el nivel relativo del mar.

## Efecto sobre cimientos de edificios
La hinchazón de la arcilla marina tiene el potencial de destruir los cimientos de los edificios en solo unos pocos años. Debido a los cambios en las condiciones climáticas en el sitio de construcción, el pavimento construido sobre arcilla marina (como subrasante) tendrá menos durabilidad y requerirá un gran costo de mantenimiento. Sin embargo, algunas precauciones simples pueden reducir el peligro de manera significativa. [cita requerida] .
El intercambio de este catión positivo con otro es lo que produce diferentes tipos de arcillas, como caolinita, montmorillonita, esmectita e ilita. Esto sucede en las arcillas marinas porque el agua del océano tiene un alto contenido de cationes, lo que hace que sea muy fácil superar la carga neta negativa de las arcillas y cambiar el catión de las arcillas por uno menos positivo. Estas arcillas marinas pueden ser lo que se conoce como arcillas rápidas, que son conocidas por sus propiedades erosivas. Un gran ejemplo de estas arcillas rápidas se encuentra en el noroeste del Pacífico. Se les conoce como sustancia pegajosa azul, que es una mezcla de arcilla y mélange (piedra verde, basalto, sílex, lutita, arenisca, esquistos, levantados a través de la cuña de acreción). Estas arcillas rápidas tienen un factor de riesgo muy alto asociado con ellas si se construyen sobre ellas, ya que son muy inestables debido al hecho de que la licuefacción ocurre cuando se satura y literalmente fluye, lo que provoca que ocurran eventos de pérdida de masa. Otras arcillas marinas se utilizan en todo el mundo para muchos usos diferentes, como cerámica, material de construcción, incluido el adobe. Las capas de arcilla en los suelos que se pueden utilizar como capa impermeable son muy importantes para los vertederos o derrames químicos, ya que tienen una capacidad de absorción muy alta de metales pesados. Para que estas arcillas estén disponibles para uso humano, deben haber sido erosionadas, depositadas en el fondo del océano y luego elevadas mediante la actividad tectónica para llevarlas a tierra.
Durante la construcción de Marina Barrage en Singapur, se encontró arcilla marina en el sitio. Dado que la arcilla marina fue la causa del colapso de la autopista Nicoll años antes, el equipo de construcción eliminó toda la arcilla marina para garantizar la estabilidad de Marina Barrage. [cita requerida] Más tarde, encontraron arcilla marina mezclada con agua de mar incluso en las profundidades subterráneas.
Los problemas geotécnicos que plantea la arcilla marina pueden resolverse mediante diversas técnicas de mejora del suelo. La arcilla marina se puede densificar mezclándola con cemento o material aglutinante similar en proporciones específicas. La arcilla marina se puede estabilizar utilizando desechos de diversas industrias, como la industria de la porcelana y las industrias de tala de árboles. Este método generalmente se adopta en carreteras donde se usa arcilla marina como suelo de subrasante.  [cita requerida]